# Łucja Matraszek
Łucja Matraszek-Chydzińska (ur. 4 maja 1954 w Warszawie) – polska gimnastyczka sportowa, trenerka, olimpijka z Monachium 1972 i Moskwy 1980.
Zawodniczka stołecznych klubów: Orła i Gwardii. Wielokrotna mistrzyni Polski w:
- wieloboju indywidualnym w latach 1973,1975-1978, 1980,
- skoku przez konia w latach 1973-1977,
- ćwiczeniach na równoważni w roku 1970, 1973, 1975-1978
- ćwiczeniach wolnych w latach 1973-1977
- ćwiczeniach na poręczach w latach 1972-1978, 1980.

Na igrzyskach w 1972 roku zajęła:
- 10. miejsce w wieloboju drużynowym,
- 22. miejsce w ćwiczeniach na poręczach
- 33. miejsce w ćwiczeniach wolnych
- 37. miejsce w skoku przez konia
- 45. miejsce w wieloboju indywidualnym,
- 91. miejsce w ćwiczeniach na równoważni

Na igrzyskach w 1980 roku zajęła:
- 7. miejsce w wieloboju drużynowym,
- 27. miejsce w ćwiczeniach na poręczach
- 27. miejsce w ćwiczeniach na równoważni
- 31. miejsce w ćwiczeniach wolnych
- 31. miejsce w skoku przez konia
- 36. miejsce w wieloboju indywidualnym,